# Euasteron enterprise
Euasteron enterprise är en spindelart som beskrevs av Baehr 2003. Euasteron enterprise ingår i släktet Euasteron och familjen Zodariidae.
Artens utbredningsområde är Queensland. Inga underarter finns listade i Catalogue of Life.